# Доминантовый лад
Доминантовый лад, в русском учении о гармонии — особая разновидность переменного лада. Доминантовый лад характеризуется двойственностью главного устоя: мажорная тоника доминантового лада (в зависимости от того или иного контекста, в конкретном музыкальном сочинении) слышится и как доминанта минорного лада с тоникой, лежащей квартой выше. По классификации Ю.Н. Холопова, тональность доминантового лада относится к разновидности «многозначных».

## Общая характеристика

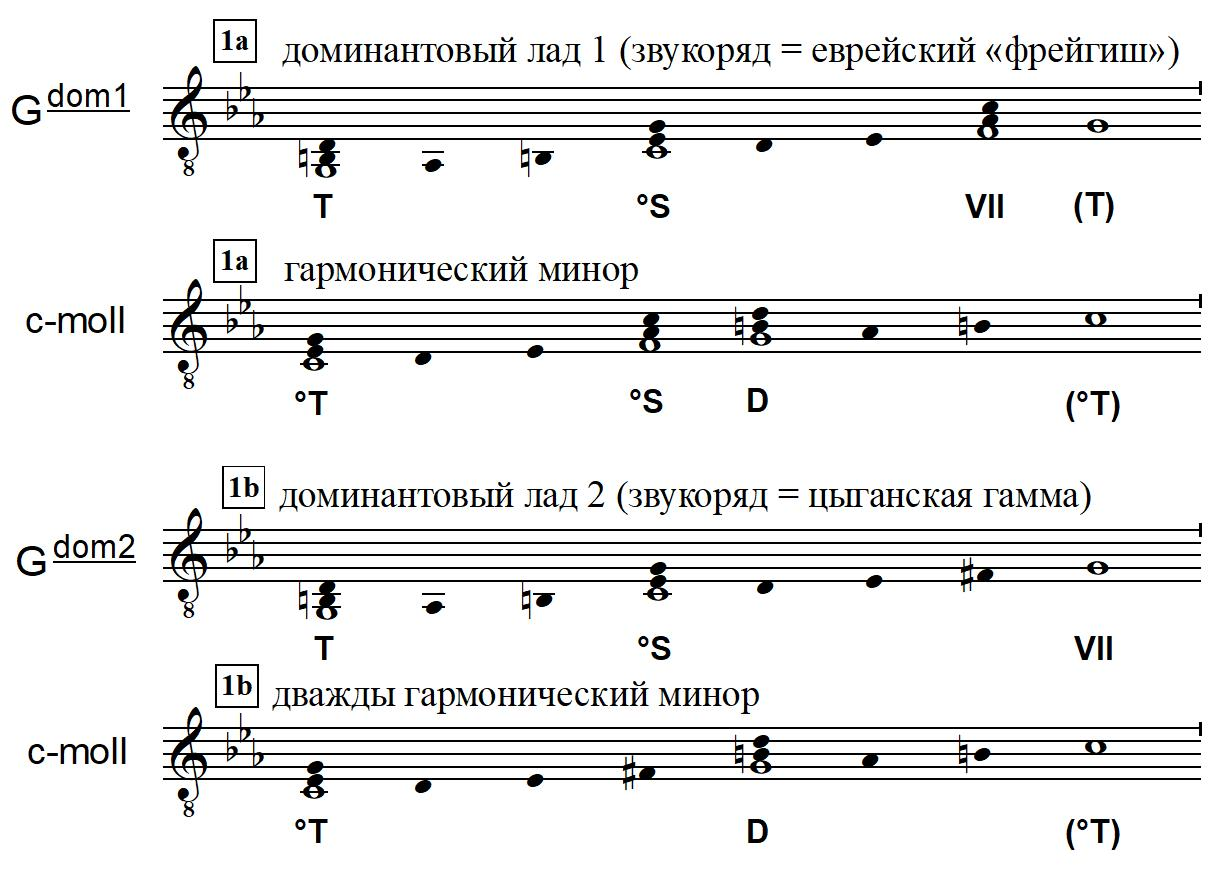
Доминантовый лад (схематически). На схеме показаны два наиболее распространённых вида. Двойственность лада заключается в том, что одно и то же трезвучие, в данном примере f, в конкретном метрическом и фактурном контексте ощущается одновременно и как (минорная) субдоминанта к C, и как тоника, для которой C — (мажорная) доминанта.

Термин «доминантовый лад минора» введён И.В. Способиным, который рассматривал звукоряды доминантового лада (по старинной традиции) как отрезки минорного звукоряда со смещённым устоем: доминанта (отсюда сам термин) минорного лада слышится как тоника особого по составу звукоряда мажорного лада (особого — то есть, не присущего «обычному» мажору).
Наиболее распространены две разновидности доминантового лада: одна из них (на схеме обозначена буквой "а") считается производной от звукоряда гармонического минора, другая (на схеме обозначена буквой "b") — от звукоряда дважды гармонического минора.
В исследованиях немецких музыковедов XIX — первой половины XX века, а также в трудах русских музыковедов XX века (в некоторых устаревших учебниках гармонии — вплоть до недавнего времени) практически все октавные ладовые звукоряды выводились из мажорного либо минорного звукорядов. Если отказаться от принципа объяснения «нестандартных» ладов как модификаций мажора или минора, доминантовые лады можно истолковать  как пример одновременного действия (и непротиворечивого взаимодействия) тональных и модальных ладовых категорий.
Согласно альтернативному объяснению, лад, обозначенный на схеме буквой "b" (см.), представляет собой разновидность гемиольного модального лада на основе старинной цыганской гаммы, обогащённый некоторым (ограниченным) количеством «тонализмов» — прежде всего, субдоминантовой функцией (на схеме — f/as/c). Альтернативное объяснение «цыганского лада» (другие названия: «андалусийский лад», «испанский лад») позволяет, в том числе, исключить эпитет «доминантовый» из термина и разрешает традиционный парадокс, который состоит в том, что в музыке, написанной в «доминантовом ладу» такого типа, никогда не присутствует доминанта (в примере на схеме — не используется трезвучие g/h/d, построенное на пятой ступени «цыганского» звукоряда).
Прообразом доминантового лада в профессиональной музыке Холопов считает многоголосный фригийский лад эпохи Ренессанса (например, в музыке Палестрины) и эпохи барокко (например, в музыке Шютца и Баха).
Доминантовый лад широко распространён в испанской народной музыке (в том числе, в традиции фламенко), в традиционной клезмерской музыке (особенно первая разновидность, которую евреи именуют «фрейгишем»). Хрестоматийные образцы воплощения доминантового лада в «композиторской» музыке, в функции «народного» модализма — клавирное «Фанданго» Антонио Солера, Антракт к IV акту оперы «Кармен» Жоржа Бизе, «Испанское каприччио» Н. А. Римского-Корсакова.